# Redmile
 (octobre 2023).
Redmile est une paroisse civile et un village du Leicestershire, en Angleterre.